# Frottola (Musik)

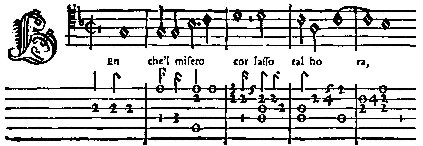
Faksimile einer Partitur

Unter Frottola (italienisch; Plural Frottole) versteht man in der italienischen Renaissancemusik eine vierstimmige homophone, schlichte Liedform aus dem Zeitraum von etwa 1430 bis 1530. Dieser Liedstil wurde an den Höfen von Mantua und Ferrara entwickelt. Das volkstümliche, balladenhafte Elemente enthaltende Lied ist vom italienischen „frotta“ (Schwarm) abgeleitet und bezeichnet dort ein Konglomerat willkürlicher Gedanken. Als kompositorischer Begriff wurde es für die verschiedensten Werke verwendet. Eine Frottola im engeren Sinne wird auch Barzelletta genannt.
Viele Frottolen stammten von Sänger-Lautenisten, beispielsweise von Marchetto Cara und Bartolomeo Tromboncino, doch wurde der populäre Stil von vielen anderen Komponisten, unter anderem von Josquin Desprez, nachgeahmt. Die Weiterentwicklung der Frottola ist das um 1530 entstehende Madrigal.